# Villa lepidopyga
Villa lepidopyga är en tvåvingeart som beskrevs av Neal L. Evenhuis och Arakaki 1980. Villa lepidopyga ingår i släktet Villa och familjen svävflugor.
Artens utbredningsområde är Filippinerna. Inga underarter finns listade i Catalogue of Life.